# Eugenius Johann Christoph Esper
Eugenius Johann Christoph Esper (2 de junio de 1742 – 27 de julio de 1810) fue un naturalista y entomólogo alemán. Nacido en Wunsiedel en Baviera, fue profesor de zoología en la Universidad de Erlangen-Núremberg.

## Vida y obra
Eugenius y su hermano Friedrich fueron iniciados en Historia natural a tempranas edades por su padre Friedrich Lorenz Esper, un botánico amateur. Aconsejado de abandonar su curso de teología por su profesor de botánica Casimir C. Schmidel (1718-1792) Eugenius Esper, en cambio, estudió historia natural.
Obtuvo su doctorado de Filosofía en la Universidad de Erlangen en 1781 con una tesis titulada De varietatibus specierum in naturale productis. Al año siguiente, comenzó a enseñar en la universidad, inicialmente como profesor extraordinario, pobremente pagado, y en 1797 como profesor de filosofía. Dirigió el departamento de Historia natural en Erlangen desde 1805. Gracias a él, las colecciones de minerales, aves, plantas, conchas e insectos de la universidad crecieron rápidamente.
Durante sus horas libres, Esper se dedicó a la preparación de manuscritos relacionados con la historia natural. Fue autor de una serie de opúsculos titulados Die Schmetterlinge in Abbildungen nach der Natur mit Beschreibungen publicados entre 1776 y 1807, y ricamente ilustrados: minerales, aves, plantas, conchas e insectos en 438 láminas coloreadas a mano. Una segunda edición se publicó en 1829-1830 con Toussaint de Charpentier (1779-1847). Esta es una importante obra precursora sobre las mariposas de Alemania según el sistema linneano. Esper fue también la primera persona en investigar en paleopatología.

## Honores
La revista de entomología: Esperiana, Buchreihe zur Entomology, creada en 1990, conmemora su nombre y obra.
Sus colecciones se hallan en la "Zoologisches Staatssammlung München" 

## Obra

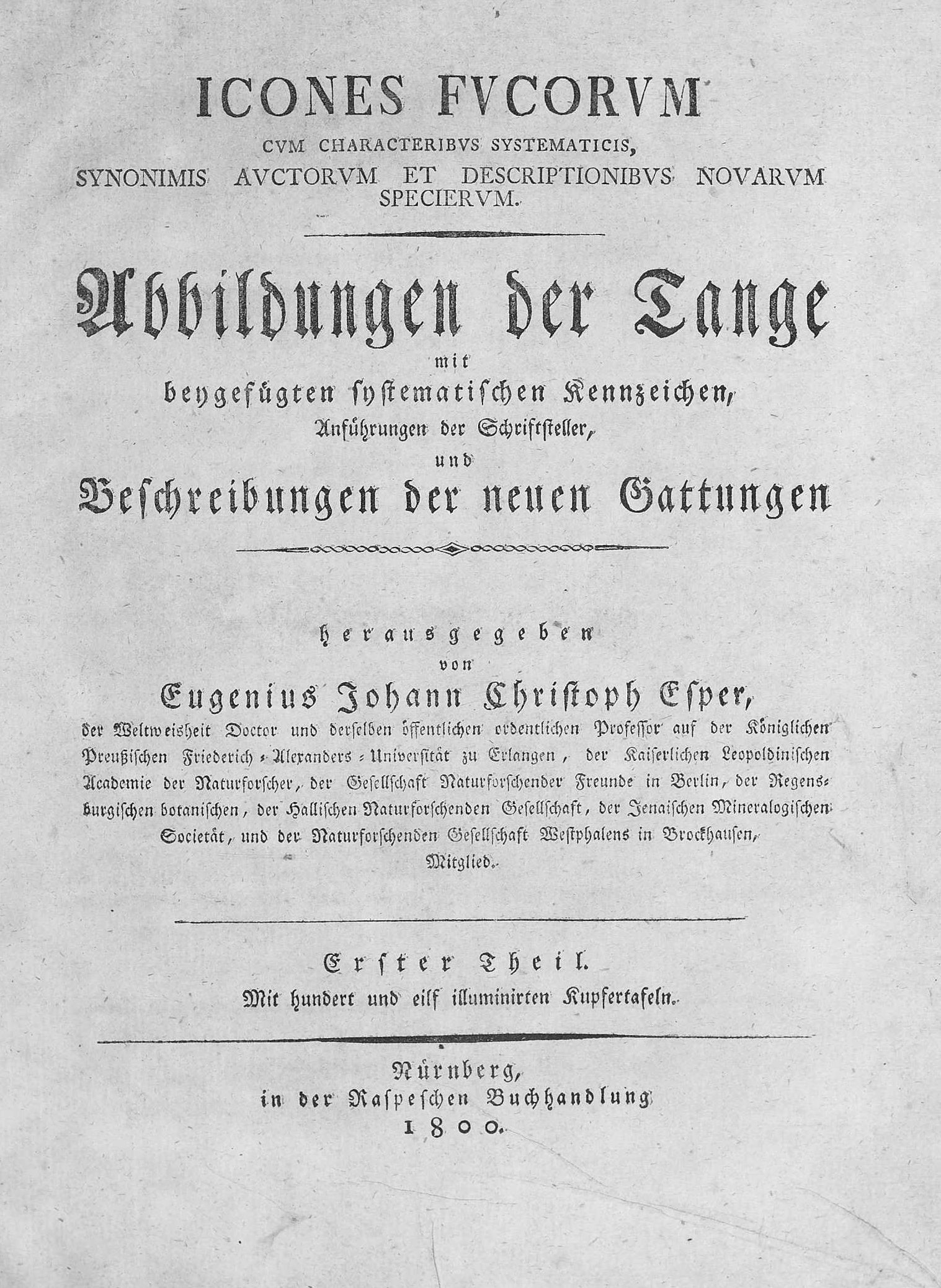
Icones fucorum, 1800

- Die Schmetterlinge in Abbildungen nach der Natur mit Beschreibungen. Walther & Weigel, Erlangen, Leipzig 1777–1839 p.mortem
- De varietatibus specierum in naturæ productis. Erlangen 1781
- Ad audiendam orationem. Erlangen 1783
- Naturgeschichte im Auszuge des Linneischen Systems, mit Erklärung der Kunstwörter. Nürnberg 1784
- Die Pflanzenthiere in Abbildungen nach der Natur, mit Farben erleuchtet, nebst Beschreibungen. Raspe, Nürnberg 1791–1830 p.mortem
- Icones fucorum.... Abbildungen der Tange. Raspe, Nürnberg 1797–1818 p.mortem
- Icones fucorum (en al) 1. Nürnberg: Raspesch. 1800.
- Icones fucorum (en al) 2. Nürnberg: Raspesch. 1802.
- Lehrbuch der Mineralogie. Palm, Erlangen 1810

## Literatura
- Hermann Hacker: Esperiana. Vol. 6. Delta & Peks, Schwanfeld 1998
- ADB Esper, Eugen Johann Christoph, por Wilhelm Gottlieb Rosenhauer
- La abreviatura «Esper» se emplea para indicar a Eugenius Johann Christoph Esper como autoridad en la descripción y clasificación científica de los vegetales.[1]

## Abreviatura (zoología)
La abreviatura Esper  se emplea para indicar a Eugenius Johann Christoph Esper como autoridad en la descripción y taxonomía en zoología.